# Mushie
Mushie est une localité, chef-lieu de territoire de la province du Mai-Ndombe en république démocratique du Congo.

## Géographie
Située au confluent des rivières Kasaï et Fimi, elle est desservie par la route RP201 à 367 km au sud-ouest du chef-lieu provincial Inongo.

## Administration
Chef-lieu de territoire de 23 173 électeurs enrôlés pour les élections de 2018, la localité a le statut de commune rurale de moins de 80 000 électeurs, elle aura 7 conseillers municipaux.

## Population
Le recensement de la population date de 1984, l'accroissement annuel est estimé à 2,91,.
| 1984   | 2004   | 2012   |
| ------ | ------ | ------ |
| 17 800 | 35 428 | 44 567 |

## Personnalités
- Wendo Kolosoy (1925-2008), chanteur, musicien et boxeur congolais.